# Lewis Run
Lewis Run és una població dels Estats Units a l'estat de Pennsilvània. Segons el cens del 2000 tenia 577 habitants.

## Demografia
Segons el cens del 2000, Lewis Run tenia 577 habitants, 259 habitatges, i 178 famílies. La densitat de població era de 114,8 habitants/km².
Dels 259 habitatges en un 25,9% hi vivien nens de menys de 18 anys, en un 57,1% hi vivien parelles casades, en un 6,9% dones solteres, i en un 30,9% no eren unitats familiars. En el 28,2% dels habitatges hi vivien persones soles el 14,3% de les quals corresponia a persones de 65 anys o més que vivien soles. El nombre mitjà de persones vivint en cada habitatge era de 2,23 i el nombre mitjà de persones que vivien en cada família era de 2,7.
Per edats la població es repartia de la següent manera: un 19,4% tenia menys de 18 anys, un 6,6% entre 18 i 24, un 27% entre 25 i 44, un 23,2% de 45 a 60 i un 23,7% 65 anys o més.
L'edat mediana era de 43 anys. Per cada 100 dones de 18 o més anys hi havia 92,1 homes.
La renda mediana per habitatge era de 35.221 $ i la renda mediana per família de 41.719 $. Els homes tenien una renda mediana de 31.042 $ mentre que les dones 23.750 $. La renda per capita de la població era de 21.670 $. Entorn del 3,8% de les famílies i el 6,5% de la població estaven per davall del llindar de pobresa.

## Poblacions més properes
El següent diagrama mostra les poblacions més properes.